# Довжок (Могилів-Подільський район)
Довжок (до 1946 р. — Кетроси) — село в Україні, у Ямпільській міській громаді Могилів-Подільського району Вінницької області. Населення за переписом 2023 р. становить 1453 осіб. До 2020 центр сільської ради.

## Географія
Розташоване у південній частині району на річці Марківка. Межує з селами колишніх Крижопільського та Піщанського районів та селом Грушка Каменського району Молдови.

## Історія
Стара назва села Довжок — Кетроси, походить від молдавського слова Chetrosu, що в перекладі на українську означає «кам'янистий».
1705-м роком датується будівництво дерев'яної церкви Воздвиження Хреста Господнього, яка була збудована прихожанами за власні кошти. Церква ця не збереглася до нашого часу. На старовинному цвинтарі, на могильних плитах та хрестах, збереглися написи дат поховання починаючи з 1740 року.
Більше відомостей з'являється вже після призначення на вільну землю, площею 500 десятин, відставного генерала, статського радника Біднякова Тихона, що прибув у Кетроси з Кам'янця-Подільського 1831 року. Його стараннями та казенним коштом, а це, за письмовими джерелами, 20 000 рублів, у 1853 році розпочалося будівництво кам'яної п'ятикупольної Хресто-Воздвиженської церкви, що завершилось у 1868 році. Ця церква теж була зруйнована, але залишились фото, завдяки яким ми можемо оцінити її красу. За років незалежності розпочато будівництво нової церкви, що залишила за собою назву Хресто-Воздвиженська.
У Кетросах, незважаючи на переважну більшість православних прихожан (за даними 1900-го року — 2649 із 3175 душ населення), уживалося кілька різних релігійних конфесій (288 католиків, 235 юдеїв, 3 лютеран).
Значне місце в історії села займає відкриття 1864 року церковно-приходської школи з трьохрічним строком навчання для хлопчиків не тільки Кетрос, а й кількох навколишніх сіл — Підлісівки, Слободи-Підлісівської. Завідував школою місцевий священик Яків Савчинський. Вже у 1892 році було збудовано перше окреме шкільне приміщення, для будівництва якого було найнято підрядчика Манзара Єфіма. У 1898 році відкрито школу грамоти для дівчат, першою вчителькою якої була росіянка Воскресенська. А в 1915 році побудували ще одну — Земську чотирирічну школу, якою завідував Крижанівський В. Д. Дмитро Кетрос у своїй книзі «Так творилося українське військо» (Лондон, 1958) пише, що село Кетроси мало аж чотири школи: «…дві церковнопарафіяльні, земська двокласова та вищепочаткова».
7 (20) листопада 1917 року, відповідно до Третього Універсалу Української Центральної Ради, увійшло до складу Української Народної Республіки.
У 1917 році у Кетросах був створений військовий підрозділ Марківська сотня, що нараховував 700—800 чоловік і мав на меті обороняти село. Командував підрозділом полковник Семен Ільницький, уродженець села Кетроси. З часом Марківська сотня стала стержнем Наддністрянського куреня, що оперував по Ямпільщині і на її околицях. Завдяки козакам куреня на території сучасного Ямпільського району була створена так звана Ямпільська республіка, яка мала увійти в лоно Української Держави гетьмана Скоропадського.
Проте, Наддністрянський курінь так і не зміг утримати своїх позицій і відступаючи увійшов до регулярних частин Армії Української Народної Республіки.
Сьогоднішню назву село Довжок отримало лише в березні 1946 року, указом Президії ВР УРСР, за назвою найбільшої сільської дільниці.
12 червня 2020 року, відповідно до Розпорядження Кабінету Міністрів України № 707-р «Про визначення адміністративних центрів та затвердження територій територіальних громад Вінницької області», увійшло до складу Ямпільської міської громади.
19 липня 2020 року, в результаті адміністративно-територіальної реформи та ліквідації Ямпільського району, село увійшло до складу новоутвореного Могилів-Подільського району.

## Населення
Згідно з переписом УРСР 1989 року чисельність наявного населення села становила 2210 осіб, з яких 936 чоловіків та 1274 жінки.
За переписом населення України 2001 року в селі мешкали 2003 особи.

### Мова
Розподіл населення за рідною мовою за даними перепису 2001 року:
| Мова       | Відсоток |
| ---------- | -------- |
| українська | 99 %     |
| російська  | 0 %      |
| молдовська | 1 %      |

## Відомі люди
- Вдовцов Михайло Леонтійович — український письменник, краєзнавець, природоохоронець.
- Вдовцов Михайло Кирилович — депутат Верховної Ради УРСР 9-10-го скликань.
- Горницький Леонтій Іванович (1892—1924) — учасник партизанського загону свого односельця Семена Ільницького. Як контррозвідник Горницький вказував Ільницькому про розташування радянських військ, брав іноді час у нальотах. Коли Ільницького вбили, Горницький із дружиною виїхали до Бессарабії. Розстріляний чекістами[8].
- Ільницький Семен (1883—1920) — повстанський отаман, засновник Ямпільської Республіки, на зразок Холодноярівської, підпрапорщик царської армії, полковник Армії УНР, командир Окремого Наддністрянського куреня.
- Кістіон Володимир Євсевійович — Віце-прем'єр-міністр України.
- Слубський Володимир Тихонович — український художник.
- Сокирко Микола Васильович — народний депутат України 4-го та 5-го скликань.
- Харчинський Олександр Павлович (* 1985) — учасник російсько-української війни.